# Michael Bennett (danseur)
Pour les articles homonymes, voir Bennett et Michael Bennett.
 (novembre 2021).
Si vous disposez d'ouvrages ou d'articles de référence ou si vous connaissez des sites web de qualité traitant du thème abordé ici, merci de compléter l'article en donnant les références utiles à sa vérifiabilité et en les liant à la section « Notes et références ».
Michael Bennett, né le 8 avril 1943 à Buffalo (New York) et mort le 2 juillet 1987 à Tucson (Arizona), est un metteur en scène, écrivain, chorégraphe et danseur américain.